# سوبرمان 3
سوبرمان 3 (بالإنجليزية: Barry Dennen)‏ هو فيلم حركة تم إنتاجه في المملكة المتحدة وصدر في سنة 1983. من بطولة كريستوفر ريف وريتشارد بريور وآني روس وروبرت فون ومارغوت كيدر.
ملخص القصة:
رجل الأعمال الغنى (روث وبيستر) يكتشف المواهب الخفية لدى مبرمج الكمبيوتر العبقري (جاس جورمان)، ويقرر إساءة استخدام مواهبه لمساعدته في تنفيذ خططه في السيطرة على الاقتصاد. يتدخل سوبرمان للحيلولة من دون وقوع ذلك. حينما تفشل خطة جورمان في قتل سوبرمان بالكريبتونايت، تؤثر عليه وتحوله إلى وحش شرير، ليصبح الصراع بين سوبر مان وكلارك نفسه.

## القصة
بينما تحمي سوبرمان متروبوليس، تستأجر شركة Webscoe التي تتخذ من مدينة ميتروبوليس مقراً لها تكتل Webscoe جوس جورمان، وهو مبرمج كمبيوتر موهوب. يختلس جوس من صاحب عمله من خلال تقطيع السلامي، الأمر الذي يلفت انتباه المدير التنفيذي روس ويبستر. ويبستر مفتون بقدرة جوس على مساعدته مالياً. ويبستر وأخته فيرا وصديقة ويبستر لوريلي ابتزاز جوس لمساعدته.
في «ديلي بلانيت»، يقنع كلارك كينت بيري وايت بالسماح له وجيمي أولسن بزيارة سمولفيل لمعرض كلارك لم شمل المدرسة الثانوية، بينما يغادر زميل المراسل واهتمام كلارك العاطفي بلا مقابل لويس لين لقضاء عطلة في برمودا. «في الطريق»، كما يطفئ سوبرمان، كينت حريقًا في مصنع كيميائي يحتوي على حمض بلتريك غير مستقر، والذي ينتج بخارًا أكّالًا عند تسخينه بشدة.
في لقاء لم الشمل، يلتقي كلارك بصديق الطفولة لانا لانغ، مطلقة مع ابن صغير اسمه ريكي. يتعرض كلارك للمضايقة من قبل براد ويلسون، المتنمر السابق وصديق لانا السابق. لاحقًا، عند نزهة مع لانا، ينقذ سوبرمان ريكي فاقدًا للوعي من القتل على يد حصادة.
غاضبًا من رفض كولومبيا التعامل معه، أمر ويبستر جوس بأن يأمر فولكان، وهو أمريكي قمر صناعي، لإنشاء إعصار لتدمير محصول البن الكولومبي، مما يسمح لبستر بـ ركن السوق. يسافر Gus إلى Smallville لاستخدام شركة Webscoe الفرعية لإعادة برمجة القمر الصناعي. على الرغم من أن فولكان يخلق عاصفة مدمرة، إلا أن سوبرمان يحيدها. نظرًا لكون سوبرمان يمثل تهديدًا مشروعًا لخططه، يأمر ويبستر جوس بإنشاء كريبتونيت اصطناعي. يستخدم جوس فولكان لتحديد موقع حطام كريبتون وتحليله. نظرًا لأن أحد عناصر الكريبتونيت غير معروف، فإنه يستبدل القطران بعد إلقاء نظرة خاطفة على علبة السجائر الخاصة به.
تقنع لانا سوبرمان بالظهور في حفلة عيد ميلاد ريكي، لكن سمولفيل يحولها إلى احتفال في المدينة. جاس وفيرا، متنكرين بزي ضباط الجيش، يمنحون سوبرمان الكريبتونيت المعيب كجائزة. على الرغم من أنه ليس له تأثير فوري، يصبح سوبرمان أنانيًا؛ تتسبب رغبته في لانا في تأخير إنقاذ سائق شاحنة من منصة بالرافعة معلقة من أحد الجسور. يرتكب البطل أعمال تخريب صغيرة مثل تقويم برج بيزا المائل وتفجير الشعلة الأولمبية.
يطلب جوس من ويبستر بناء أكثر كمبيوتر عملاق تعقيدًا في العالم؛ يوافق الرئيس التنفيذي، إذا تسبب جوس في أزمة طاقة بتوجيه جميع ناقلة النفط إلى وسط المحيط الأطلسي. عندما يصر قبطان إحدى الناقلات على الحفاظ على مساره الأصلي، يغوي لوريلي سوبرمان، ويقنعه بعرقلة الناقلة وخرق الهيكل المزدوج، مما تسبب في انسكاب النفط. ينتقل الأشرار إلى موقع الكمبيوتر العملاق في وادي جلين.
يعاني سوبرمان من انهيار عصبي وينقسم إلى كائنين: سوبرمان الأسود الفاسد اللاأخلاقي وكلارك كينت الأخلاقي المعتدل. يتقاتل الاثنان في ساحة خردة، مع حصول كلارك في النهاية على اليد العليا وهزيمة نفسه الشرير. يستعيد سوبرمان عقله ويصلح الضرر الذي تسبب فيه في التسرب النفطي ويتجه غربًا للتعامل مع الأشرار. بعد الدفاع عن نفسه من انفجار الصواريخ وصاروخ ASALM ، يواجه سوبرمان ويبستر وفيرا ولوريلي. يتعرف الكمبيوتر العملاق بسرعة على ضعف سوبرمان ويطلق شعاعًا من الكريبتونيت النقي.يشعر بالذنب والرعب من فكرة «الدخول في التاريخ باعتباره الرجل الذي قتل سوبرمان»، يدمر جوس شعاع الكريبتونيت بفأس رجل إطفاء. يهرب سوبرمان، ولكن يصبح الكمبيوتر مدركًا لذاته، ويدافع عن نفسه ضد محاولات جوس لتعطيله. يحول الكمبيوتر فيرا ويبستر إلى سايبورغ يهاجم شقيقها ولوريلي بأشعة من الطاقة التي تشل حركتهما. يعود سوبرمان بحمض بلتريك، الذي يعتقد الكمبيوتر العملاق أنه ليس خطيرًا. الحرارة الشديدة المنبعثة من الكمبيوتر العملاق تجعل الحمض يتطاير ويدمره. يترك سوبرمان ويبستر ورفاقه للسلطات ويسقط جوس في وست فرجينيا منجم فحم، ويوصي به للشركة كمبرمج كمبيوتر.
مثل كلارك، يزور سوبرمان لانا بعد انتقالها إلى متروبوليس. يظهر براد مخمور ويهاجم كلارك بعد أن اعتقد خطأ أنه كان يقترح عليها، لكن المراسل يهزمه دون الكشف عن هويته السرية. وظيفة لانا الجديدة كسكرتيرة بيري وايت تفاجئ لويس لين، التي عادت من عطلتها بمقال عن الفساد في برمودا، وتحظى باحترام جديد لكلارك بعد قراءة قصته. قبل الغداء مع Lana ، يستعيد سوبرمان برج بيزا المائل ويطير في شروق الشمس لمزيد من المغامرات.

## فريق التمثيل
- كريستوفر ريف بصفته كلارك كينت / سوبرمان: بعد اكتشاف أصوله في الأفلام السابقة، قرر مساعدة من هم على الأرض. بعد هزيمة أعدائه اللدودين، ليكس لوثر مرتين وجنرال زود، يواجه سوبرمان شريرًا جديدًا: روس ويبستر المصاب بجنون العظمة، المصمم على التحكم في إمدادات القهوة والزيوت في العالم. يحارب سوبرمان أيضًا الشياطين الشخصية بعد التعرض لشكل اصطناعي من الكريبتونيت الذي يفسده.
- ريتشارد بريور مثل August "Gus" Gorman: عبقري الكمبيوتر الذي يعمل مع Ross Webster ويتم خلطه عن غير قصد بمخطط ويبستر لتدمير سوبرمان.
- جاكي كوبر دور بيري وايت: محرر «ديلي بلانيت».
- مارك مكلور مثل جيمي أولسن: مصور «ديلي بلانيت».
- آنيت أوتول مثل لانا لانج: صديقة كلارك في المدرسة الثانوية التي تتصالح مع كلارك بعد رؤيته خلال لقاء مدرستهما الثانوية. قام أوتول لاحقًا بتصوير مارثا كينت في مسلسل سوبرمان التلفزيوني «سمولفيل».
- روبرت فون مثل روس «بوبا» ويبستر: رجل صناعي وخسيس فاحش الثراء وفاعل خير. بعد أن منعه سوبرمان من الاستيلاء على إمدادات القهوة في العالم، صمم روس على تدمير سوبرمان قبل أن يتمكن من إيقاف خطته للسيطرة على إمدادات النفط في العالم. إنه شخصية أصلية تم إنشاؤها للفيلم.
- آني روس بدور فيرا ويبستر: أخت روس وشريكته في شركته وخططه الشريرة.
- باميلا ستيفنسون بدور لوريلي أمبروسيا: مساعد روس. لوريلي، القنبلة الشقراء الحسية، تمت قراءتها جيدًا، وواضحة ومهرة في أجهزة الكمبيوتر، لكنها تخفي ذكائها عن روس وفيرا، اللذين تتبنى لهما مظهر كلوتز سطحي نمطي. كجزء من خطة روس، تغوي سوبرمان.
- مارجوت كيدر بدور لويس لين: مراسلة في «ديلي بلانيت» لها تاريخ مع كل من كلارك كينت وسوبرمان. إنها بعيدة عن متروبوليس في إجازة إلى برمودا، مما وضعها في منتصف قصة على الصفحة الأولى.
- جافان أوهيرليهي بدور براد ويلسون: صديق لانا السابق ومنافس كلارك في المدرسة الثانوية.

المخرج السينمائي / محرك الدمى فرانك أوز كان في الأصل حجابًا في هذا الفيلم بصفته جراحًا، ولكن تم حذف المشهد في النهاية، على الرغم من أنه تم تضمينه لاحقًا في النسخة التلفزيونية الممتدة من الفيلم. شين ريمر، الذي كان له دور في «سوبرمان الثاني» بصفته مراقب ناسا، لديه جزء صغير كضابط شرطة الولاية. تظهر باميلا مانديل، التي لعبت دور نادلة في العشاء في نفس الفيلم، هنا كزوجة سيئة الحظ لفائز يانصيب «ديلي بلانيت». يظهر آرون سمولينسكي، الذي لعب دور الطفل كلارك كينت في الفيلم الأول، في هذا الفيلم حيث يتحول الصبي الصغير بجوار كشك الصور إلى سوبرمان. كما ظهر لاحقًا في «Man of Steel» كمسؤول اتصالات.

## الميزانية والإيرادات
بلغت تكلفة إنتاج الفيلم حوالي 39 مليون دولار بينما حقق إيرادات تقدر بـ 80.2 مليون دولار.
كان الفيلم هو الفيلم الثاني عشر الأكثر ربحًا لعام 1983 في أمريكا الشمالية.

## وصلات خارجية
- سوبرمان 3 على موقع IMDb (الإنجليزية)
- سوبرمان 3 على موقع ميتاكريتيك (الإنجليزية)
- سوبرمان 3 على موقع روتن توميتوز (الإنجليزية)
- سوبرمان 3 على موقع نتفليكس (الإنجليزية)
- سوبرمان 3 على موقع قاعدة بيانات الأفلام العربية
- سوبرمان 3 على موقع ألو سيني (الفرنسية)
- سوبرمان 3 على موقع Turner Classic Movies (الإنجليزية)
- سوبرمان 3 على موقع أول موفي (الإنجليزية)
- سوبرمان 3 على موقع بوكس أوفيس موجو (الإنجليزية)
- سوبرمان 3 على موقع فيلمافينيتي (الإسبانية)